# Nassau (Weikersheim)
Nassau ist ein Stadtteil von Weikersheim im Main-Tauber-Kreis im fränkisch geprägten Nordosten Baden-Württembergs.

## Geographie
Nassau breitet sich als Haufendorf in einer Talweitung des Nassauer Bachs, einem rechten Zuflusses der Tauber, aus. Zur Gemarkung der ehemaligen Gemeinde Nassau gehören das Dorf Nassau (⊙), der Weiler Lichtenhöfe (⊙) und das Gehöft Louisgarde (⊙) sowie die abgegangenen Ortschaften Niederhausen, Poppenbronner Hof, Scheinhof, Schüleinshof (Schülleshof) und Spechtshof.

## Geschichte

### Mittelalter
Der Ort wurde um 1103 erstmals urkundlich als Nasaha erwähnt. In den Jahren 1261 und 1265 folgten weitere Erwähnungen als Nazza. Die Wortteile naß und aha deuten wohl auf Wasser vor Ort hin. Das Kloster Hirsau wurde durch Diemar von Röttingen mit Besitz in Nassau ausgestattet. Im 13. Jahrhundert waren wohl im Wesentlichen die Hohenlohe Herren des Orts. Niederadel von Nassau wurde in den Jahren 1261, 1345 und 1395 erwähnt. Dieser Niederadel saß wohl auf einer nordöstlich des Dorfs abgegangenen Burg. Nachdem Konrad von Weinsberg die Witwe des letzten von Brauneck, Anna von Hohenlohe, heiratete, kam er zu Einkünften und Rechten in Nassau, die er jedoch 1422/23 aufgrund von Schulden verpfändete. Anteile ging dabei an den Erzbischof von Mainz und den Bischof von Würzburg, welcher wiederum einen Teil (ein Viertel der Vogtei) an den Pfalzgrafen Otto verpfändete. Nach komplizierten Erbteilungen gelangten schließlich die vormaligen Nassauer Besitzrechte der von Brauneck mit Weikersheim und anderen Orten wieder an Hohenlohe. Nassau gehörte zum Amt Weikersheim, auch zur dortigen Zehnt Weikersheim.

### Neuzeit
Nassau war vor dem Dreißigjährigen Krieg eine Marktgemeinde. Im Jahre 1806 gelangte der Ort unter württembergischer Landeshoheit. Daraufhin zählte Nassau ab 1807/08 zum Oberamt Nitzenhausen, seit 1809 zum Oberamt Mergentheim und seit 1938 zum Landkreis Mergentheim, der 1973 im Main-Tauber-Kreis aufging.
Im Zuge der Gemeindegebietsreform in Baden-Württemberg wurde am 1. September 1972 die bis dahin selbstständige Gemeinde Nassau in die Stadt Weikersheim eingemeindet.

### Einwohnerentwicklung
Die Bevölkerung von Nassau entwickelte sich wie folgt:
| Jahr | Bevölkerung |
| ---- | ----------- |
| 1961 | 448         |
| 1970 | 400         |

## Politik
Die Blasonierung des Nassauer Wappens lautet: In geteiltem Schild oben in Gold der schwarze Großbuchstabe N, unten von Schwarz und Gold [schräglinks] gerautet.

## Religion
Nassau war kirchlich möglicherweise ursprünglich von Weikersheim abhängig. Die katholische Kirchengemeinde Nassau wird von Harthausen, einem Ortsteil der Gemeinde Igersheim, betreut.
Die evangelische Kirchengemeinde Nassau umfasst den Stadtteil Nassau der Stadt Weikersheim. Früher gehörte der Ort wohl kirchlich zu Weikersheim, aber bereits 1293 wird ein eigener Pfarrer in Nassau genannt. Heute gehört die die Evangelische Kirchengemeinde Nassau zur Evangelischen Verbundkirchengemeinde Schäftersheim-Elpersheim-Markelsheim-Nassau. Sie wird vom Evangelischen Pfarramt Schäftersheim betreut.

## Kultur und Sehenswürdigkeiten

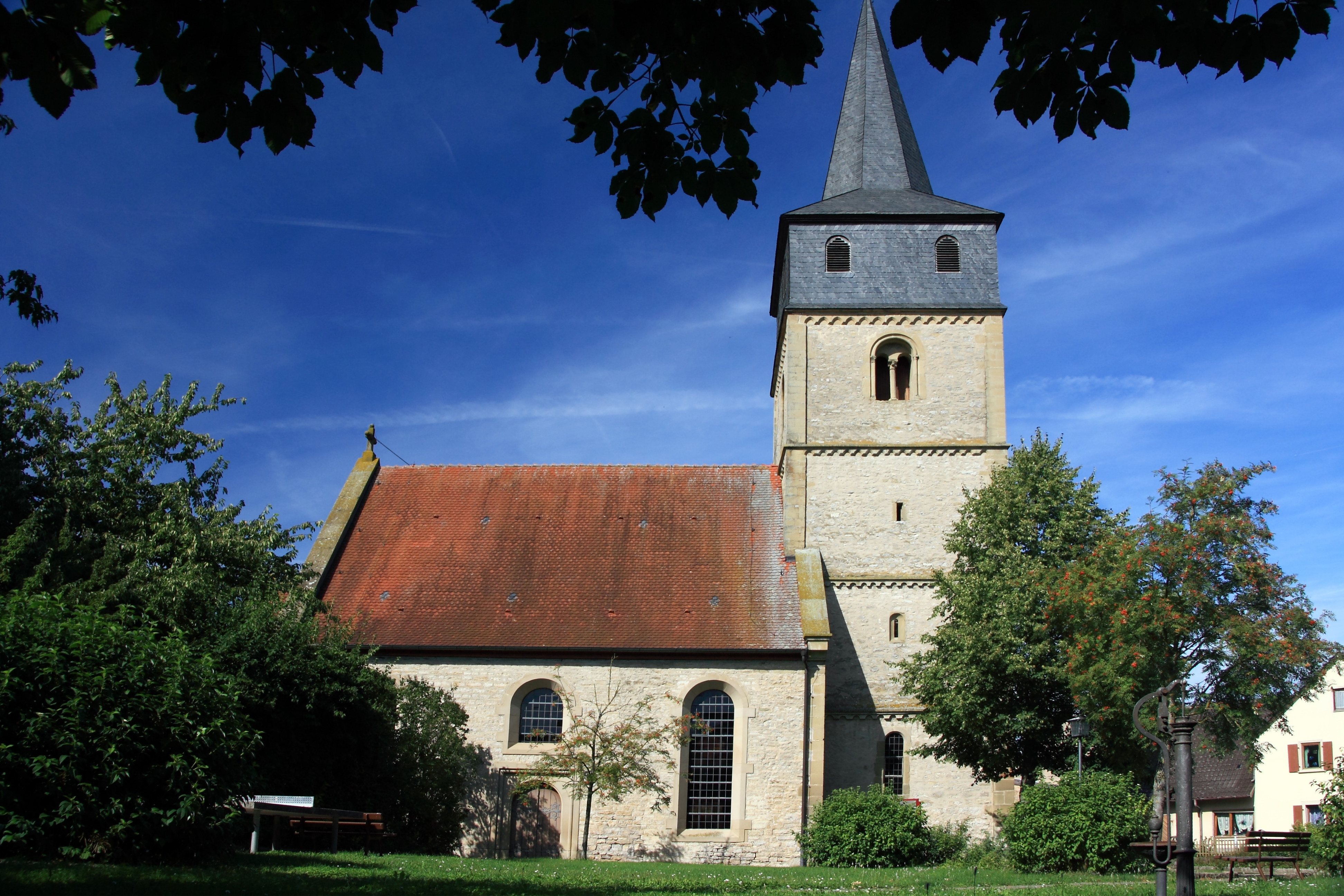
Evangelische Kirche Nassau

### Evangelische Kirche
Im Ort befindet sich eine evangelische Pfarrkirche (ehemals St. Bartholomäus). Dabei handelt es sich um eine spätromanische Chorturmkirche aus dem 13. Jahrhundert.

## Wirtschaft und Infrastruktur

### Verkehr
Nassau ist aus nördlicher und südlicher Richtung jeweils über die L 1001 zu erreichen, die den Ort durchquert. Im nördlichen Ortsteil wird die L 1001 als Bernsfelder Straße bezeichnet (da sie in Richtung des Igersheimer Ortsteils Bernsfelden weiterführt) und im südlichen Ortsteil wir sie als Lange Straße bezeichnet.

### Wohnen und Bauen
Im Süden wurde im Gewann Schmiedsäcker im Jahre 1973 ein Neubaugebiet erschlossen. Ein aktuelles Wohnbaugebiet befindet sich im Bereich Hätzenklinge am Rand des neu sanierten und gestalteten Ortskerns.